# 許榮茂
許榮茂，大紫荊勳賢 ，GBS（1950年7月—），籍貫福建石獅，香港、澳大利亚、中國大陸以及馬來西亞企業家。他曾遷居香港，1980年代再以港商身份回中國大陸以及澳州發展，為香港世茂集團創辦人及董事長，世茂股份有限公司、世茂房地產（港交所：0813）及世茂國際主席，公司的總部在香港以及上海。許榮茂至今仍是香港的永久居民，而且獲得金紫荊星章以及香港「傑出貢獻人物」的獎項，而且擔任港區全國政協委員。此外，許榮茂还拥有美籍華人以及澳洲永久居民的身份。2013年福布斯華人富豪榜五十大當中有十名香港人上榜，而許榮茂在香港地區排第9位，全世界華人排第32位，旗下資產遍佈香港、澳大利亚、中國大陸以及馬來西亞，但最多都在上海，他亦是上海首富，中國房地產首富，許榮茂同時入選澳州富豪榜第七位。許榮茂的世茂集團15年來累計捐款超7億元。2020年10月獲頒大紫荊勳章。

## 生平
許榮茂原為中醫，1979年，許榮茂來到香港。無錢無背景，他什麽行業都做，只要不違法的錢就賺。先涉足香港證券市場起家為股票經紀，常年累月地勤奮工作使他小有積蓄，而敏銳的判斷能力和過人的投資天分幫助其在香港資本市場大展拳腳并在香港開設金融公司。從此以後，在"買入賣出"的幾年間，他獲利豐厚。有人推算，許榮茂炒股所賺的錢至少在5億元左右。股市裏的錢來得容易，去得快。恰逢1987年香港股災，看著周圍股友家破人亡，體會到股市炎涼，許榮茂決定把錢"固化"下來。他回到內地，先在中國內地深圳和蘭州做紡織和成衣，后又從事紡織品出口貿易，主要出口到美國。其後改行進軍房地產業於北京、蘭州進行發展物業賺得缽滿盆滿且異常低調。2004年，許榮茂以低價購入上海浦東黃浦江邊，接近100萬平方米的土地，興建世茂濱江花園，落成後成為上海著名豪宅，並為世茂房地產帶來利潤。現時其房地產項目分別於福建、北京、上海及香港等地。近年亦拓展長江三角洲二線城市，如昆山、常熟、南京、蕪湖及紹興等地，土地儲備近1500萬平方米。而許榮茂旗下的世茂國際，則投資於黑龍江省綏芬河市與俄羅斯波格拉尼奇的中俄邊境貿易綜合區，總投資達100億元人民幣。
2017年9月30日，許榮茂透過旗下兩間全資附屬公司「至選」及「雅選」，總共斥資21.72億元認購中信銀行（國際）7.27億股份，佔擴大後已發行股本6%。

## 逸闻
許榮茂在業界十分低調，平時生活要求很低，吃飯一般是粥和青菜為主。有三大愛好：看報、喝茶、收藏名家字畫。許榮茂不願入選富豪榜，因曾經曝光2007年福布斯中國富豪榜榜單中排行第2位後，而大發雷霆。所以，至今沒有人了解許榮茂在香港股市上到底賺了多少錢，當然更不會有人知道他炒過哪些股票。

## 家庭
許榮茂已婚，與年齡相隔兩年妻子王清照为王起沃孙女育有一子一女，幼子許世壇為世茂房地產執行董事，長女許薇薇亦協助世茂國際的業務。